# Битка у Жутом мору
Битка у Жутом Мору (енгл. Battle of the Yellow Sea), 10. августа 1904, била је одлучујућа јапанска победа у руско-јапанском рату.

## Позадина
Када је последњих дана јула 1904. године јапанска 3. армија избила на предње положаје руске одбране, извукла бродске топове на копно и отпочела бомбардовање луке и непосредну опсаду тврђаве Порт Артур, били су директно угрожени и бродови руске Прве тихоокеанске ескадре, чије су оштећене јединце оправљене средином јуна. Адмирал Алексејев, главномандујући руских оружаних снага на Далеком истоку, наредио је команданту Прве тихоокеанске ескадре адмиралу Вилхелму Карловичу Витгефту да са основним снагама изврши пробој за Владивосток и тамо сачека долазак Друге тихоокенске ескадре, које ће бити упућена из Балтичког мора.
Упркос веома добро организованој јапанској блокади, адмирал Витгефт је испловио без разрађеног оперативног плана и посебних припрема. Поред тога, није ни сазвао своје потчињене команданте да их обавести о смеру пута и да им достави смернице за случај битке.

## Руски пробој
Руска ескадра, у чијем саставу је било шест бојних бродова, четири крстарице, осам разарача и један санитетски брод, напустила је унутрашњу портартурску луку ујутро 10. августа и после разминиравања пловног пута, у 10:30 часова, запловила југоисточним курсем у правцу Корејских врата. Једина смерница адмирала Витгефта била је сигнал који је дигао након испловљења и којим је саопштио наређење за пут у Владивосток.
Благовремено обавештен од својих лаких крстарица у извиђању око луке Порт Артур, адмирал Хејхачиро Того (1847 – 1934. г.), командант јапанске тзв. Комбиноване флоте – шест бојних бродова, четири већ застарела бојна брода, четири крстарице и око 30 разрача и торпедних чамаца, појавио се на видику већ око 11:30 часова. Руси су возили у формацији бразде са адмиралским бродом „Цесаревич“ на челу, док је јапанска флота била подељена у две ескадре. Непун час касније јапански бродови отварају ватру с удаљености од преко 14.000 метара, на коју Руси узвраћају тек када је удаљеност износила 10.500 метара. У намери да без већих губитака врати руску ескадру у Порт Артур, адмирал Того маневрише тако да јој обухвати чело укрштањем на „T“, али не успева. Убрзо, после 13:00 часова, даљина између две флоте пада на 7.000 до 8.000 метара. У 14:30 часова, због јапанског све лошијег маневрисања и руске истрајне тежње да се избегне битка, борбени додир бива прекинут; руска ескадра наставља пловидбу ка југоистоку, а јапанска почиње да заостаје.

## Битка
Увидевши да руска ескадра жели пробој по сваку цену, адмирал Того наређује поступни окрет ка југоистоку и прелази у одлучно гоњење. Предност у брзини за око три чвора омогућава му да после нешто више од два часа сустигне Русе. У 16:45 часова руски зачелни бојни брод са удаљености од 8.000 метара отвара ватру на јапанско чело; Јапанци концентришу ватру на руски адмиралски брод „Цесаревич“ и бојни брод „Пересвет“, а Руси на на командни брод адмирала Тога, бојни брод „Микаса“. Аритељеријска борба у паралелним курсевима с променљивим успехом потрајала је око један час, током кога је бојни брод „Микаса “ био веома тешко оштећен, са преко 20 пуних погодака, јер је на њега била концентрисана ватра са свих руских бродова, мада ни други јапански бродови нису били боље среће. Због тога, али и због великог утрошка муниције, адмирал Того је већ био пред одлуком да прекине борбу и да се повуче, али се тада десио неочекивани преокрет. Руски адмиралски бојни брод „Цесаревич“ је добио директан погодак у командни мост при чему је погинуо адмирал Витгефт са комплетним штабом. Поред тога други погодак је изазвао хаварију кормила и бојни брод је почео да се окреће улево и да кружи. Ови догађаји су битно изменили ситуацију и пореметили руски борбени поредак.
Други бродови су одмах пожурили да заклоне бојни брод „Цесаревич“ окруживши га. То је пружило сјајну прилику јапанској флоти која одмах одустаје од прекида борбе и сву ватру усмерава на мешавину руских бродова, где због велике густине ватре и велике концентрације бродовља готово свако зрно погађа. Једино је маневар бојног брода „Ретвизан“, који се упутио у сусрет противнику, у намери да употреби кљун, олакшао донекле тежак положај комплетне ескадре. Но, бојни брод „Ретвизан“ је одустао од удара кљуном након погибије команданта брода. Након 45 минута кормило бојног брода „Цесаревич“ бива оспособљено, а команду над ескадром је примио конраадмирал Ухтомски (рус. Ухтомский) који је донео одлуку за повлачење у Порт Артур.
Руска ескадра није више представљала хомогено борбено тело: већина бродова се самоиницијативно повлачила, а две крстарице због пада мрака нису приметиле сигнал за повратак у Порт Артур, но су наставиле пут приметивши тек сутрадан у зору да су остале одвојене. Око 20:00 часова адмирал Того је напустио бојиште, упутивши у напад око 50 разарача и торпедних чамца. Током целе ноћи разарачи и торпедни чамци непрекидно су нападали руску ескадру, али нису постигли ни један погодак.

## Последице
У луку Порт Артур се вратило пет бојних бродова, једна крстарица, три разарача и санитетски брод. У страним лукама били су интернирани: бојни брод „Цесаревич“ и три разарача у Ћингдау, крстарица „Аскољд “ (рус. Аскольд) и један разарач у Шангају, а крстарица „Дијана“ у Сајгону. Крстарицу „Новик“ потопила је сопствена посада код јужне обале острва Сахалин, након битке са две јапанске крстарице, а један разарач је био изгубљен услед насукивања.
Тако се битка у Жутом мору завршила потпуним неуспехом руске ратне морнарице, иако је у првом делу битке изгледало да ће руска ескадра успети да се пробије, јер се јапанска флота у сумрак спремала да прекине борбу. Иако је случај са уништењем командног торња и кваром кормила на бојном броду „Цесаревич“ помогао Јапанцима, ипак је њихова победа логичнија с обзиром на солидну припрему, док је пораз руске ескадре у складу са потуним занемаривањем припрема од старне командног кадра.
Руски Владивосточки одред, одређен да садејствује Првој тихоокенској ескадри током извршења пробоја, појавио се у Корејским вратима тек 14. августа и у бици која се одиграла изгубио је један оклопни крсташ. Одред се након битке повукао у Владивосток. На тај начин Јапанци су постигли потпуну превласт у Жутом мору.